# Marco Marzano
Marco Marzano (Cuggiono, 10 juni 1980) is een Italiaans voormalig wielrenner. Marzano won in 2002 en 2003 de Italiaanse rittenkoers Giro della Valle d'Aosta. In 2004 pakte hij ook de winst in de Baby Giro. Een profcontract was hiervan het logische gevolg: op 1 september tekende hij bij het Italiaanse Lampre. Sinds de overstap naar Lampre heeft hij geen overwinningen geboekt. Na zijn carrière als profrenner heeft hij bij de ploeg een staffunctie aangenomen.

## Belangrijkste overwinningen
2002
- Eindklassement Giro della Valle d'Aosta

2003
- 3e etappe Giro della Valle d'Aosta
- Eindklassement Giro della Valle d'Aosta

2004
- Eindklassement Baby Giro
- 9e etappe Baby Giro

## Resultaten in voornaamste wedstrijden
| Jaar | Ronde van Italië | Ronde van Frankrijk | Ronde van Spanje |
| ---- | ---------------- | ------------------- | ---------------- |
| 2005 |                  |                     | 100e             |
| 2006 |                  |                     | opgave           |
| 2007 | 37e              |                     | 87e              |
| 2008 |                  | 92e                 | 25e              |
| 2009 | 51e              |                     | opgave           |
| 2010 | 80e              |                     | 38e              |
| 2011 | opgave           |                     | 61e              |
| 2012 |                  | 80e                 | 73e              |

| Jaar | Amstel Gold Race | Ronde van Lombardije |  | Wereldranglijsten |
| ---- | ---------------- | -------------------- |  | ----------------- |
| 2005 |                  | 20e                  |  |                   |
| 2006 | 76e              |                      |  |                   |
| 2007 |                  | 32e                  |  | 208e (UPT)        |
| 2008 |                  |                      |  |                   |
| 2009 |                  | 97e                  |  | 171e (UWK)        |
| 2010 |                  |                      |  |                   |
| 2011 |                  |                      |  |                   |
| 2012 |                  |                      |  |                   |

Astarloa  ·
Ballan ·
Barbero · 
Belli ·  
Bertoletti ·   
Bortolami ·
Bossoni ·
Carrara ·
Casagrande (tot 15/09) · 
Cortinovis · 
Gárate · 
Hauptman · 
Kvatsjoek ·
Marzoli · 
Pagliarini · 
Piccoli · 
Pinotti · 
Quinziato ·
Righi ·
Scotto D'Abusco ·
Svorada ·
Vainšteins · 
Vila ·
Marzano (stagiair)
Ballan ·
Bennati · 
Bonomi ·     
Bortolami ·
Commesso ·
Cunego ·
Figueras · 
Fornaciari · 
Franzoi · 
Fuentes · 
Glomser ·
Kvatsjoek ·
Loosli ·
Marzano ·
Marzoli ·
Matzbacher · 
Mazzoleni ·
Petrov · 
Pieri (tot 31/07) · 
Sabaliauskas · 
Righi ·
Scotto D'Abusco (tot 31/05) ·
Simoni · 
Spezialetti ·
Štangelj ·
Szmyd · 
Tonti ·
Vila ·
Bono (stagiair) ·
Gavazzi (stagiair) ·
Possoni (stagiair)
Ballan ·
Bennati · 
Bono ·     
Bruseghin ·
Carrara ·
Castañeda ·
Commesso ·
Corioni ·
Cunego ·
Figueras · 
Fornaciari · 
Franzoi · 
Loosli ·
Marzano ·
Marzoli · 
Napolitano ·
Petrov · 
Possoni · 
Righi ·
Sabaliauskas (tot 30/06) ·
Santambrogio ·
Štangelj ·
Szmyd · 
Tiralongo ·
Valjavec · 
Vila ·
Gavazzi (stagiair) ·
Wu (stagiair) ·
Xu (stagiair)
Baldato ·
Ballan ·
Bennati · 
Bono ·   
Bossoni ·  
Bruseghin ·
Caruso ·
Castañeda ·
Corioni ·
Cunego ·
Figueras · 
Fornaciari · 
Franzoi · 
Gavazzi ·
Longo ·
Loosli ·
Marzano ·
Mori ·
Napolitano ·
Possoni · 
Righi ·
Santambrogio ·
Štangelj ·
Szmyd · 
Tiralongo ·
Valjavec · 
Vila ·
Bandiera (stagiair) ·
Girardini (stagiair) ·
Pinizzotto (stagiair)
Baldato ·
Ballan  ·
Bandiera ·
Bindi · 
Bono ·   
Bossoni ·  
Bruseghin ·
Cunego ·
Fornaciari · 
Gavazzi ·
Grendene · 
Longo ·
Loosli ·
Lorenzetto ·
Marzano ·
Mori ·
Murro ·
Napolitano ·
Pelánek · 
Righi ·
Santambrogio ·
Špilak ·
Szmyd · 
Tiralongo ·
Vila ·
Boets (stagiair) ·
Dabrowski (stagiair) ·
Saronni (stagiair)
Ballan  ·
Bandiera ·
Bindi ·
Boets · 
Bono ·     
Bruseghin ·
Caucchioli ·
Cunego ·
Da Dalto · 
Furlan ·
Gasparotto ·
Gavazzi ·
Grendene · 
Loosli ·
Lorenzetto ·
Magazzini ·
Marzano ·
Manuele Mori ·
Massimiliano Mori ·
Ponzi ·
Righi ·
Santambrogio ·
Sapa ·
Špilak ·
Tiralongo ·
Tomei ·
Zagorodni ·
Malori (stagiair)
Balloni ·
Bernucci ·
Boets · 
Bole ·
Bono ·     
Cunego ·
Da Dalto · 
Furlan ·
Gavazzi ·
Grendene · 
Hondo ·
Kasjetsjkin ·
Loosli ·
Lorenzetto ·
Magazzini ·
Malori ·
Marzano ·
Mori ·
Petacchi ·
Pietropolli ·
Ponzi ·
Righi ·
Sapa ·
Simoni (tot 31/05) ·
Spezialetti ·
Špilak ·
Ulissi ·
Pasqualon (stagiair) ·
Rabottini (stagiair) ·
Rocchetti (stagiair)
Balloni ·
Bertagnolli ·
Boets · 
Bole ·
Bono ·     
Cunego ·
Gavazzi ·
Hondo ·
Kasjetsjkin (tot 31/07) ·
Kondroet ·
Kostjoek ·
Kryvtsov ·
Kvatsjoek ·
Loosli ·
Magazzini ·
Malori ·
Marzano ·
Mori ·
Niemiec ·
Pérez ·
Petacchi ·
Pietropolli ·
Righi ·
Scarponi ·
Spezialetti ·
Špilak ·
Szeghalmi ·
Ulissi ·
Graziato (stagiair) ·
Tedeschi (stagiair) ·
Tiozzo (stagiair)
Anacona ·
Bertagnolli ·
Boets · 
Bole ·
Bono ·  
Cimolai ·   
Cunego ·
Graziato ·
Hondo ·
Kostjoek ·
D. Kryvtsov ·
J. Krivtsov ·
Kvatsjoek ·
Lloyd ·
Malori ·
Marzano ·
Mori ·
Niemiec ·
Petacchi ·
Pietropolli ·
Possoni ·
Righi ·
Scarponi ·
Sjejdyk ·
Spezialetti ·
Stortoni ·
Ulissi ·
Viganò ·
Cattaneo (stagiair) ·
Viola (stagiair) ·
Wackermann (stagiair)